# Bitwa o Beledweyne (2010)
Bitwa o Beledweyne – zbrojne starcie między prorządową milicją Ahlu Sunnah Wal Jamaah z radykalnymi rebeliantami z grupy Hizbul Islam wspieranymi przez Al-Shabaab, rozegrane w dniach 10 – 14 stycznia i 22 stycznia 2010. Była to pierwsza bitwa w centralnej Somalii od czasu zakończenia sojuszu między rebeliantami. Mimo to rywalizujące frakcje islamistyczne walczyły wspólnie przeciwko milicji Ahlu i oddziałami sił rządowych. Walki zakończyły porażką sufistów Ahlu Sunnah Wal Jamaah.

## Bitwa
Walki rozpoczęły się wczesnym rankiem 10 stycznia, kiedy siły Ahlu zaatakowały kontrolujących miasto rebeliantów. Atak  nastąpił od wschodu i po pierwszym dniu bitwy przejęto kontrolę na wschodnią częścią miasta. Miasto było bowiem jest podzielone na dwie wyraźne części przez rzekę Shabelle.
11 stycznia do kontrataku przeszli rebelianci. Prorządowe bojówki odparły atak, a walki rozprzestrzeniły się do centrum miasta. Członek Ahlu Aden Abdulle Awale skarżył się, iż rząd nie wysłał żadnego wsparcia w obliczu ciężkich walk. W drugiej części dnia już wyraźnie osłabiona milicja ustępowała rebeliantom, którzy odbili ważne strategiczne lokalizacje we wschodniej części miasta m.in. posterunek policji. Jednak ciężkie walki były kontynuowane.
12 stycznia do silnego ataku przystąpili sufiści z Ahlu, którzy znowu zdołali podejść do centrum miasta. Milicja odbiła posterunek policji. Walki koncentrowały się wokół mostu Liq-Liqato, który oddziela część wschodnią miasta od zachodniej. Rebelianci przeszli wówczas do ostrzału moździerzowego. Tysiące cywilów opuściło domostwa w obawie przed ogniem. Tego dnia w starciach zginęło 10 osób, a 11 odniosło rany. By ratować sytuację w mieście, suficka milicja została wsparta przez oddział  rządowych żołnierzy z Unii Trybunałów Islamskich. Natomiast tyły Hizbul Islam zostały wsparte przez Szebabów, mimo tego, iż ugrupowania były od października 2009 w stanie wojny. Była to pierwsza wspólna walka rebeliantów od czasu rozpoczęcia tego kryzysu.
13 stycznia zginęło pięć osób, a 10 zostało rannych. W pobliżu mostu nadal trwał ostrzał moździerzowy. Dowódca Ahlu, ogłosił, iż jego siły zbrojne miały przewagę w walce, ale starcia zaczęły ustawać. Ostrzegano jednak mieszkańców, że w każdej  chwili może nastąpić restart bitwy.
Wznowienie walk nastąpiło już w dniu następnym. W wyniku starć na moście i wschodniej części miasta, śmierć poniosło 25 osób, a 60 zostało rannych. Jednak wieczorem walki znowu ustały. Miejscowa rada plemienna wezwała do definitywnego zaprzestania walk ze względu na rosnącą liczbę ofiar cywilnych i uszkodzeń mienia cywilnego.

## II faza
Walki ustały na tydzień. 22 stycznia nieoczekiwanie szturm na miasto podjęli rebelianci. Po jednym dniu walk osamotniona milicja Ahlu Sunnah wycofała się z miasta do wioski El Gal. Miasto odbiło Hizbul Islam, jednak Szebabowie twierdzą, że także uczestniczyli w ataku. Rebelianci zadeklarowali pomoc przesiedleńcom w powrocie do miasta.
24 stycznia rebelianci podążając za formacjami sprzymierzonymi z rządem w Mogadiszu, zajęły wioski El Gal i Owmad. Ahlu Sunnah Wal Jamaah został wyparty z dala od Beledweyne.